# Lethu

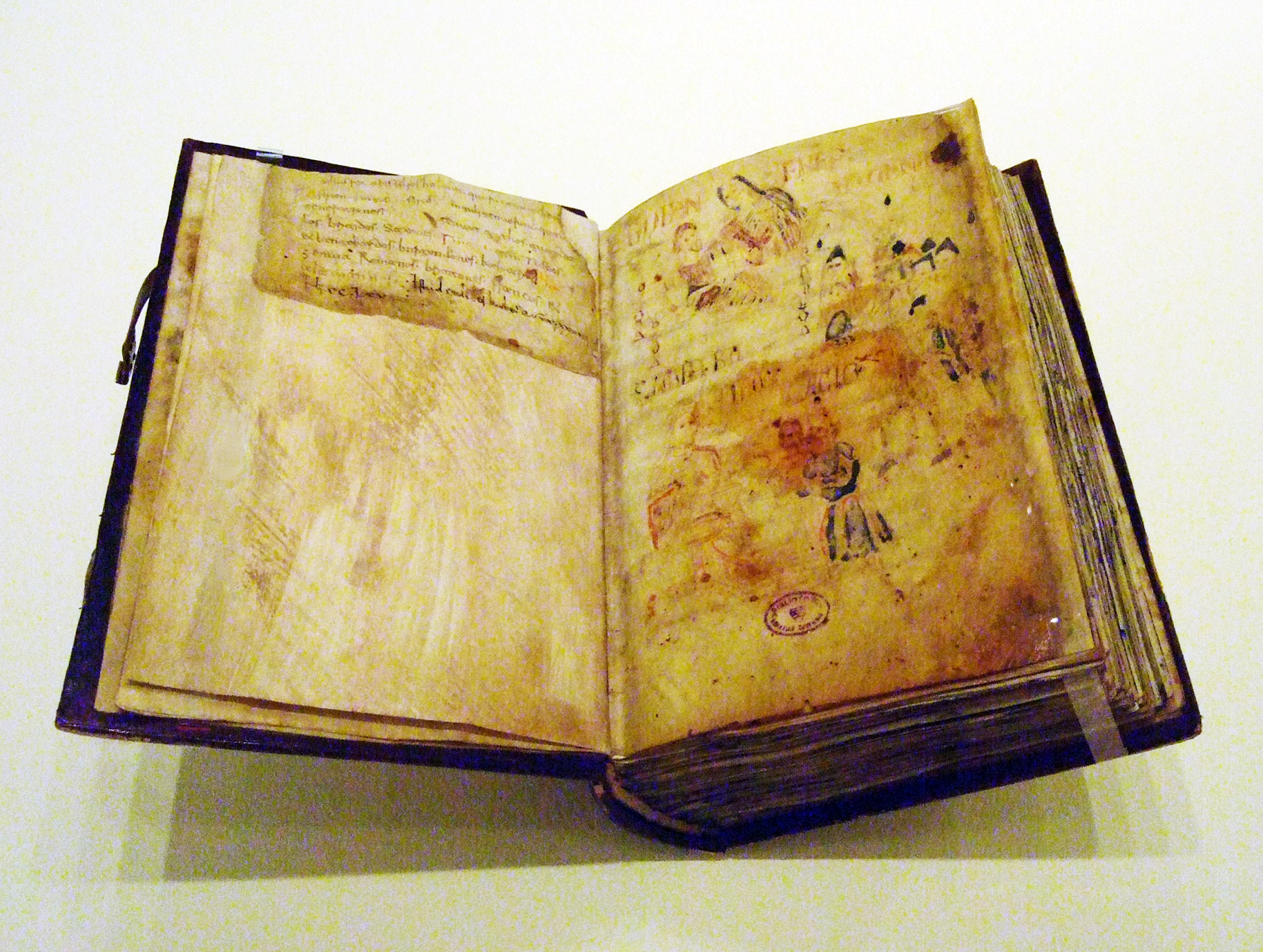
Origo gentis Langobardorum

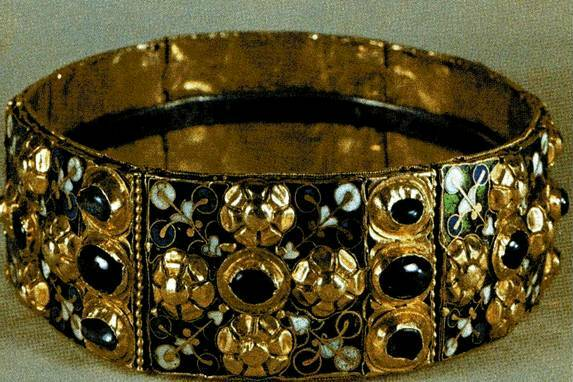
Kovová královská koruna Langobardů

Lethu také Leti (? – 5. století) byl v první polovině 5. století králem germánského kmene Langobardů. Vládu převzal po svém předchůdci králi Lamicho. Je považován za zakladatele lethingských Langobardů. 
Langobardi v období stěhování národů migrovali podél řeky Labe od Baltu na jih, na území, které nazvali Scatenauge. Na další cestě po Labi dospěli na území Patespruna či Paderborn a pak na území dnešních Čech. Langobardy zmínil již římský historik Cornelius Tacitus ve svém etnografickém díle Germania, kde je popisuje jako kvalifikované válečníky.
Král Lamicho porazil Huny v bitvě nedaleko bývalé římské provincie Noricum a v této oblasti dnešního Rakouska se jeho kmen usadil. Hlavním zdrojem historie Langobardů je kniha Historia Langobardum (History of the Langobards) Paula Diacona z konce 8. století. V knize je velmi málo informací o králi Lethu. Vládl pravděpodobně čtyřicet let, od roku 420 do roku 460 jako třetí král Langobardů bez větších sporů s ostatními kmeny. Po jeho smrti se královské moci ujal jeho syn Hildeoch, což představovalo pravděpodobnou dědičnost k langobardské koruně.